# Guerra Konbaung-Hanthawaddy
A Guerra Konbaung-Hanthawaddy (birmanês:  ကုန်းဘောင်-ဟံသာဝတီ စစ်) foi a guerra travada entre a Dinastia Konbaung e o Reino Restaurado de Hanthawaddy da Birmânia (Mianmar) de 1752 a 1757. A guerra foi a última de várias guerras entre os falantes do birmanês, ao norte, e os falantes do mon, ao sul, que encerrou com a dominação secular na região sul do grupo étnico mon.
A guerra começou em abril de 1752 como um movimento de resistência independente contra o exército Hanthawaddy, que acabara de derrubar a Dinastia Taungû. Alaungpaya, que fundou a dinastia Konbaung, rapidamente emergiu como o líder principal da resistência, e, aproveitando o baixo contingente de tropas Hanthawaddy na região, passou a conquistar toda a Alta Birmânia até o final de 1753. Hanthawaddy tardiamente lançou uma invasão em 1754, mas fracassou. A guerra cada vez mais se tornou uma disputa étnica entre os birmaneses (bamar) do norte e os mons do sul. As forças Konbaung invadiram a Baixa Birmânia em janeiro de 1755, capturando o delta do rio Irauádi e Dagon (Yangon) em maio. Os franceses defenderam a cidade portuária de Sirião (Thanlyin) por mais 14 meses, mas finalmente se renderam em julho de 1756, encerrando com a participação francesa na guerra. Logo em seguida ocorreu a queda do reino sulista de dezesseis anos, em maio de 1757, quando sua capital Pegu (Bago) foi saqueada. A desorganizada resistência mon se instalou na península de Tenasserim (atual estado Mon e região de Taninthayi) nos anos seguintes, com a ajuda siamesa, mas foi expulsa em 1765, quando os exércitos Konbaung tomaram a península dos siameses.
A guerra mostrou ser decisiva. As famílias de etnia birmanesa do norte começaram a se estabelecer no delta após a guerra. No início do século XIX, a assimilação e o casamento inter-raças reduziu a população mon para uma pequena minoria.

## Antecedentes
A autoridade da Dinastia Taungû, com capital em Ava, estava há muito tempo em declínio quando os mons da Baixa Birmânia se separaram em 1740, e fundaram o Reino Restaurado de Hanthawaddy com a capital em Pegu (Bago). O "palácio dos reis" em Ava foi incapaz de se defender contra os ataques manipuris, que começaram em 1724 e saquearam áreas cada vez mais no interior da Alta Birmânia. Ava não conseguiu recuperar a região sulista de Lanna (Chiang Mai) que se revoltou em 1727, e nada fez para impedir a anexação do norte dos Estados shan pela China Qing, em meados da década de 1730. O rei Mahadhammaraza Dipadi de Toungoo realizou débeis esforços para recuperar a Baixa Birmânia no início da década de 1740, mas em 1745, Hanthawaddy com sucesso estabeleceu-se na Baixa Birmânia.
Os conflitos militares de baixa intensidade entre Ava e Pegu continuaram até final de 1750, quando Pegu lançou o seu ataque final, invadindo a Alta Birmânia com toda a sua força bélica. No início de 1752, as forças de Pegu, equipadas com armamento francês, chegou aos portões de Ava. Upayaza, o herdeiro aparente do trono Hanthawaddy, emitiu uma proclamação, convocando os funcionários administrativos da área norte da cidade a se apresentarem, para jurar fidelidade ao rei de Hanthawaddy. Muitos chefes regionais da Alta Birmânia enfrentaram um dilema: se juntar às forças Hanthawaddy ou resistir à ocupação. Alguns optaram por cooperar. Mas muitos outros decidiram resistir.

## Alta Birmânia (1752–1754)
No final de março de 1752, ficou claro para todos que o destino de Ava estava selado. As forças Hanthawaddy derrotaram as defesas externas de Ava, e sitiaram a cidade. Em Moksobo, no vale do rio Mu, cerca de 96 quilômetros a noroeste de Ava, um chefe de aldeia, chamado Aung Zeya convenceu 46 aldeias da região para se juntar a ele na resistência. Aung Zeya proclamou-se rei com o título real de Alaungpaya (o Embrião de Buda), e fundou a Dinastia Konbaung. Preparou as defesas de sua aldeia, agora renomeada de Shwebo, e construiu um fosso ao redor dela. Desmatou a floresta ao redor da paliçada, destruiu as lagoas próximas e encheu os poços no interior da fortaleza com água potável.
Konbaung era apenas uma entre muitas outras forças de resistência, em Salin, ao longo do trecho médio do rio Irauádi e Mogaung no extremo norte, independentemente espalharam o pânico por toda a Alta Birmânia. Felizmente para as forças de resistência, o comando Hanthawaddy equivocadamente considerou a captura de Ava como uma vitória sobre toda a Alta Birmânia, e retirou dois terços da força de invasão e a mandou de volta para Pegu, deixando no local apenas um terço (menos de 10.000 homens) para o que consideraram uma operação de rescaldo. Além disso, a liderança Hanthawaddy estava preocupada com a anexação siamesa da região superior da península de Tenasserim (atual estado Mon), no momento em que as tropas Hanthawaddy sitiavam Ava.

### Batalha de Shwebo (1752)
O comando Hanthawaddy, porém, estava confiante que poderia pacificar toda a Alta Birmânia. No início, a estratégia pareceu funcionar. Eles estabeleceram postos avançados no extremo norte, em Wuntho e Kawlin no atual norte da região de Sagaing, e os habitantes de etnia gwe shans de Madaya no atual norte da região de Mandalay se juntaram a eles. Os oficiais Hanthawaddy se instalaram em Singu, cerca de 48 quilômetros ao norte de Ava, enviaram um destacamento de 50 homens para garantir o controle sobre o vale do rio Mu. Alaungpaya pessoalmente comandou 40 de seus melhores homens para encontrar o destacamento em Halin, ao sul de Shwebo, e os expulsou. Era 20 de abril de 1752.
Upayaza se preparava para enviar o corpo principal de suas tropas em direção ao sul, deixando para trás uma guarnição sob o comando de seu oficial imediato, Talaban. Antes de partir, porém, recebeu a notícia desagradável de que um de seus destacamentos, enviado para exigir a fidelidade em Moksobo havia sido derrotado pelos habitantes locais. Ele deveria ter levado a sério este incidente, mas cometeu o erro fatal de tratá-lo como trivial. Com a ordem dada a Talaban para dar um exemplo ao lugar, partiu para Pegu com suas tropas.
Outro grande destacamento foi enviado. Ele também foi derrotado, com apenas meia dúzia de sobreviventes retornou a Ava. Em maio, o próprio general Talaban comandou uma força de vários milhares de soldados bem armados para tomar Shwebo. Mas o exército não tinha canhão para superar a paliçada, e foi forçado a sitiar. Com um mês de cerco, em 20 de junho de 1752, Alaungpaya surgiu em meio às tropas inimigas, que se assustaram e se retiraram em desordem, deixando os seus equipamentos, incluindo várias dezenas de mosquetes, que valiam "seu peso em ouro naqueles dias críticos".

### Consolidação da Alta Birmânia (1752–1753)

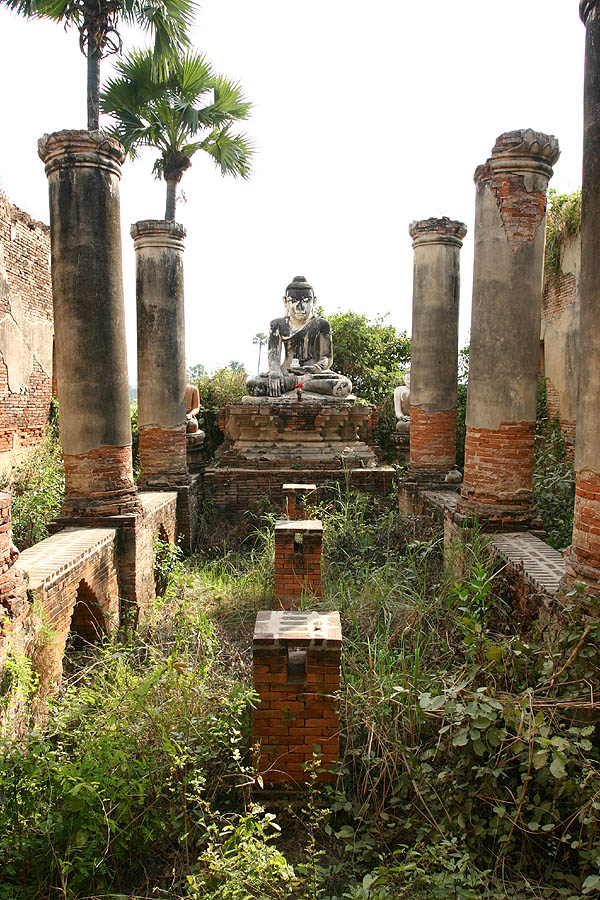
Ruínas da cidade de Ava.

A notícia se espalhou. Logo, Alaungpaya formou seu próprio exército com homens de todo o vale do rio Mu e cercanias, usando suas ligações familiares e nomeando seus companheiros líderes da baixa nobreza como seus oficiais. O sucesso atraiu diariamente novos recrutas de muitas regiões da Alta Birmânia. Alaungpaya então selecionou 68 homens mais capazes de serem os comandantes de seu exército em crescimento. Muitos dos 68 viriam a serem brilhantes comandantes militares em campanhas Konbaung internas e externas, e formaram o núcleo da liderança dos exércitos Konbaung nos próximos trinta anos. Dentre eles se destacaram: Minhla Minkhaung Kyaw, Minkhaung Nawrahta, Maha Thiha Thura, Ne Myo Sithu, Maha Sithu e Balamindin. A maioria das outras forças de resistência, assim como ex-oficiais da guarda do palácio que tinham sido dispensados por Hanthawaddy, se juntou a ele com as armas que possuíam. Em outubro de 1752, Alaungpaya se tornou o principal desafio para Hanthawaddy, derrotou todos os postos avançados Hanthawaddy ao norte de Ava, e seus aliados gwe shans de Madaya. Derrotou também um líder rival da resistência, Chit Nyo de Khin-U. Uma dezena de lendas surgiram em torno de seu nome. Os homens sentiam que, quando ele os comandava nada daria errado.
Apesar de repetidas derrotas, Pegu incrivelmente não enviou reforços, mesmo quando Alaungpaya consolidou seus ganhos por toda a Alta Birmânia. Em vez de enviar todas as tropas que possuíam, apenas substituíram Talaban, o general que conquistou Ava, por outro general, Toungoo Ngwegunhmu. Ao final de 1753, as forças Konbaung controlavam toda a Alta Birmânia, exceto Ava. Em 3 de janeiro de 1754, o segundo filho de Alaungpaya, Hsinbyushin, com apenas 17 anos de idade, retomou com sucesso Ava, que foi deixada em ruínas e incendiada. Toda a Alta Birmânia ficou livre das tropas Hanthawaddy. Alaungpaya então se ocupou dos mais próximos Estados shan para garantir a retaguarda, e para arrecadar tributos. Recebeu contribuições desde o mais próximos sawbwas (saophas ou chefes) até o mais distante norte como Momeik.

## A contraofensiva Hanthawaddy (1754)
Em março de 1754, Hanthawaddy fez o que deveria ter feito dois anos antes, e enviou todo o seu exército. Teria sido semelhante a 1751-1752, exceto que eles tiveram que enfrentar Alaungpaya em vez de uma dinastia estéril. No início, a invasão foi como o planejado. As forças Hanthawaddy lideradas por Upayaza, o herdeiro aparente, e o general Talaban derrotaram os exércitos liderados Konbaung comandados pelos filhos de Alaungpaya, Naungdawgyi e Hsinbyushin em Myingyan. Um exército Hanthawaddy perseguiu Hsinbyushin até Ava, e cercaram a cidade. Outro exército perseguiu o exército de Naungdawgyi, avançando até Kyaukmyaung a poucos quilômetros de Shwebo, onde Alaungpaya estava residindo. A flotilha Hanthawaddy tinha o controle completo de todo o rio Irauádi.
Mas eles não podiam fazer mais progressos. Encontraram forte resistência Konbaung em Kyaukmyaung, e perderam muitos homens tentando conquistar uma Ava fortificada. Após dois meses de invasão, o conflito ainda estava indefinido. As forças Hanthawaddy haviam perdido muitos homens e barcos, e tinham pouca munição e mantimentos. Em maio, Alaungpaya pessoalmente conduziu seus exércitos (10.000 homens, 1.000 de cavalaria, 100 elefantes) no contra-ataque Konbaung, e empurrou os invasores para Sagaing, na margem oeste do Irauádi, em frente a Ava. Na margem leste, Hsinbyushin também quebrou o cerco a Ava. Com o período chuvoso há apenas algumas semanas para iniciar, o comando Hanthawaddy decidiu recuar.
Enquanto isso, os refugiados birmaneses, que escaparam da matança generalizada executada pelo mons no delta do rio Irauádi, tomaram Prome (Pyay), a cidade na fronteira histórica entre a Alta e a Baixa Birmânia, e fecharam os portões aos exércitos Hanthawaddy em retirada. Sabendo da importância de Prome para a segurança de seu reino, o rei Binnya Dala de Hanthawaddy ordenou às suas tropas para retomar Prome a qualquer custo. Liderados por Talaban, as forças Hanthawady constituída de 10 000 homens e 200 barcos de guerra cercaram Prome.

## Transformando-se em um conflito étnico
No final de 1754, o cerco de Prome não dava resultado para os homens de Talaban. Os sitiantes foram capazes de rechaçar as tentativas Konbaung para levantar o cerco, mas não conseguiam tomar a cidade fortificada. Em Pegu, alguns dos comandantes Hanthawaddy agora temiam uma invasão em grande escala do sul comandada por Alaungpaya, e buscaram uma alternativa. Tentaram libertar o rei cativo Mahadhammaraza Dipati e colocá-lo no trono de Hanthawaddy. A trama porém, foi descoberta por Binnya Dala, que executou não só os conspiradores, mas também o ex-rei e outros presos de Ava em outubro de 1754. Essa ação míope removeu o único rival possível de Alaungpaya, e permitiu que aqueles que haviam permanecido leais ao ex-rei se juntassem a Alaungpaya com a consciência tranquila.
O conflito transformou-se cada vez mais em um conflito étnico entre o norte birmanês e o sul mon. Mas, nem sempre foi assim. Quando a rebelião do sul começou em 1740, os líderes mons da rebelião respeitavam os birmaneses e os karens que moravam no sul e que desprezavam o governo de Ava. O primeiro rei de Hanthawaddy Restaurado, Smim Htaw Buddhaketi, apesar de seu título mon, era da etnia birmanesa. Os birmaneses do sul serviam no exército Hanthawaddy de fala mon, embora ocorressem episódios de expurgos de birmaneses por todo o sul pelos seus compatriotas mon desde 1740. (Cerca de 8.000 birmaneses foram massacrados em 1740.) Em vez de convencer suas tropas de birmaneses a ficar, já que eles precisavam de todo soldado disponível, a liderança Hanthawaddy optou pela política "derrotista" de polarização étnica. Começaram a exigir que todos os birmaneses no sul usassem  um brinco com um selo do herdeiro aparente de Pegu e cortassem os cabelos no estilo mon como um sinal de lealdade. Esta perseguição reforçou o ânimo de Alaungpaya. Alaungpaya aproveitou para explorar a situação, encorajando as tropas restantes birmanesas para se juntarem a ele. Muitos assim o fizeram.

## A invasão Konbaung da Baixa Birmânia (1755–1757)
Enquanto a liderança Hanthawaddy alienou seus companheiros birmaneses no sul, Alaungpaya reuniu tropas de toda a Alta Birmânia, incluindo os de etnia shan, kachin e chin. Em janeiro de 1755, ele estava pronto para lançar uma invasão em grande escala ao sul. O exército invasor já tinha uma vantagem considerável de contingente. As tropas Hanthawaddy ainda tinham armas melhores e armamento moderno. (A vantagem de equipamentos bélicos de Hanthawaddy iria causar muitas baixas Konbaung em batalhas futuras.)

### Batalha de Prome (junho de 1754 – fevereiro de 1755)
O primeiro alvo de Alaungpaya era Prome, que estava sitiada pelas tropas Hanthawaddy há sete meses. As tropas Hanthawaddy estavam bem entrincheiradas em suas paliçadas em torno de Prome. Haviam repelido as tropas Konbaung que tentaram levantar o cerco ao longo de 1754. Em janeiro, Alaungpaya retornou com um grande exército. Ainda assim, os ataques Konbaung não fizeram qualquer avanço sob o fogo pesado de mosquetes das defesas Hanthawaddy. Alaungpaya, então, mandou trazer grandes cesta cheias de feno par servirem de proteção. Então, em meados de fevereiro, as tropas Konbaung forçaram o seu avanço protegidas pelas cestas em meio ao fogo pesado de mosquetes, e capturaram o forte Mayanbin, terminando com o cerco. Eles capturaram muitos mosquetes, canhões e munição, que Hanthawaddy tinha adquirido dos europeus em Thanlyin, juntamente com 5 000 prisioneiros de guerra. As tropas Hanthawaddy recuaram para o delta do rio Irauádi. Alaungpaya entrou em Prome, rendeu solene graças no pagode de Shwesandaw, e recebeu homenagens da Birmânia central. Usou um traje, homenageando aqueles que se rebelaram contra Hanthawaddy.

### Batalha do delta do Irauádi (abril–maio de 1755)
No início de abril, Alaungpaya lançou a invasão do delta do Irauádi em um ataque surpresa. Ocupou Lunhse, renomeou-a de Myanaung (Vitória Rápida). Descendo o rio, a guarda avançada derrotou a resistência Hanthawaddy em Hinthada, e capturou Danubyu em meados de abril, pouco antes das festividades do Ano Novo birmanês. No final de abril, suas forças haviam invadido todo o delta. Alaungpaya agora recebeu homenagens dos senhores locais, até dos mais distantes como o de Thandwe em Arracão (Rakhine).
Em seguida, os exércitos Konbaung voltaram sua atenção para a principal cidade portuária de Sirião (Thanlyin), que estava em seu caminho para Pegu. Em 5 de maio de 1755, as tropas Konbaung derrotaram uma divisão Hanthawaddy em Dagon, na margem oposta de Sirião. Alaungpaya imaginou que Dagon seria uma futura cidade portuária, criou assentamentos ao redor de Dagon, e rebatizou a cidade nova de Yangon (literalmente, "Fim do Conflito").

### Batalha de Sirião (maio de 1755 – julho de 1756)

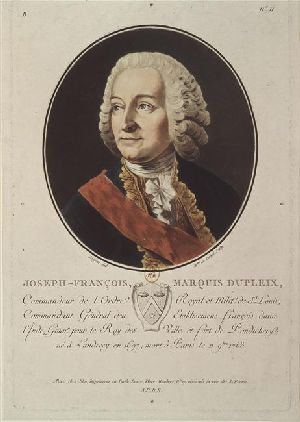
Joseph François Dupleix que iniciou a intervenção francesa na Birmânia

O porto fortificado de Sirião era guardado por tropas Hanthawaddy, auxiliadas pelo pessoal e armas francesas. A primeira tentativa dos exércitos Konbaung de tomar a cidade em maio de 1755 fracassou. Suas muralhas resistentes e canhões modernos tornavam difícil qualquer tentativa de invadir a fortaleza. Em junho, Hanthawaddy lançou uma contraofensiva, atacando a fortaleza Konbaung em Yangon. O ataque foi facilitado pelo bombardeio do navio da Companhia Britânica das Índias Orientais, Arcot, aparentemente sem permissão da Companhia. O contra-ataque não teve sucesso. Os ingleses, temendo represálias por Alaungpaya, enviaram rapidamente um emissário, o capitão George Baker até Alaungpaya em Shwebo com presentes de canhões e mosquetes e com ordens para selar uma amizade.
Embora Alaungpaya estivesse profundamente desconfiado das intenções dos ingleses, precisava dessas armas modernas para utilizá-las contra a defesa francesa em Sirião. Concordou que os ingleses poderiam ficar em sua colônia em Negrais, que eles haviam tomado desde 1753, mas adiou assinar qualquer tratado de imediato com a Companhia. Em vez disso, propôs uma aliança entre os dois países. Os ingleses que estavam prestes a entrar na Guerra dos Sete Anos contra os franceses se mostravam como aliados naturais. Apesar de Alaungpaya considerar como um gesto magnânimo a concessão de Negrais, nenhuma ajuda militar de qualquer tipo se materializou por parte dos ingleses.
As tropas Konbaung teriam agora que tomar Sirião da maneira mais difícil. O cerco continuou durante o restante de 1755. Os franceses no interior da fortaleza estavam desesperados por reforços de seu quartel na Índia em Pondicherry. Alaungpaya voltou a atacar em janeiro de 1756 com dois de seus filhos, Naungdawgyi e Hsinbyushin. Em julho, Alaungpaya lançou outro ataque por água e por terra, capturando o único navio francês deixado no porto, e a fábrica francesa na periferia da cidade. Em 14 de julho de 1756, Minhla Minkhaung Kyaw, o chefe do corpo de mosquetes e general Konbaung, foi gravemente ferido por tiros de canhão. Quando Minhla Minkhaung Kyaw estava morrendo, e sendo transportado por barco, o rei foi até o barco para ver o seu velho amigo de infância, que lhe deu muitas vitórias em batalhas. O rei publicamente lamentou a morte de seu general e honrou-o com um funeral sob um guarda-chuva branco diante de todo o exército. O líder dos franceses, Sieur de Bruno, secretamente tentou negociar com Alaungpaya, mas foi descoberto e colocado na prisão pelos comandantes Hanthawaddy. O cerco continuou.
Para Alaungpaya, a preocupação era a de que os reforços franceses logo chegassem. Decidiu então que tinha chegado a hora da fortaleza de ser invadida. Sabia que os franceses e os mons sitiados, resistiriam ferozmente e que centenas de seus homens morreriam na tentativa de romper as muralhas. Chamou voluntários e, então, selecionou 93, a quem deu o nome de 'Companhia Dourada de Sirião', um nome que iria encontrar um lugar de destaque na mitologia nacionalista birmanesa. Ela era composta de soldados, oficiais, e de descendentes reais de Bayinnaung. Na tarde anterior, enquanto as primeiras chuvas de monção caíam em torrentes no lado externo das barracas improvisadas, eles comeram juntos na presença de seu rei. Alaungpaya deu a cada um capacete de couro e armaduras laqueadas.
Naquela noite, em 25 de julho de 1756, enquanto as tropas Konbaung batiam seus tambores e tocavam música alta para fazer com que os defensores do Sirião pensassem que os inimigos estavam se divertindo e para relaxar sua vigilância, a Companhia Dourada escalou as muralhas. Na madrugada de 26 de julho de 1756, depois de uma sangrenta luta corpo-a-corpo, eles conseguiram arrombar as grandes portas de madeira, e na escuridão, em meio aos gritos de guerra das tropas Konbaung ("Shwebotha!" "Shwebotha!"; literalmente, filhos de Shwebo) e aos gritos das mulheres e crianças no interior da fortaleza, a cidade foi invadida. O comandante Hanthawaddy escapou por pouco do massacre. Alaungpaya presenteou as pilhas de ouro e prata capturadas da cidade para os vinte homens sobreviventes da Companhia Dourada e para as famílias dos 73 que morreram.
Poucos dias depois, porém, já muito tarde, em 29 de julho de 1756, dois navios franceses de socorro, Galatée e Fleury chegaram ao porto, carregados com tropas, munições e alimentos de Pondicherry. Os birmaneses apreenderam os navios, e recrutaram à força 200 oficiais e soldados franceses para o exército de Alaungpaya. Também a bordo estavam 35 canhões de navio, cinco canhões para uso em terra e 1300 mosquetes. Foi uma aquisição considerável. O mais importante, foi que a batalha encerrou com a participação francesa na guerra civil birmanesa.

### Batalha de Pegu (outubro de 1756 – maio de 1757)

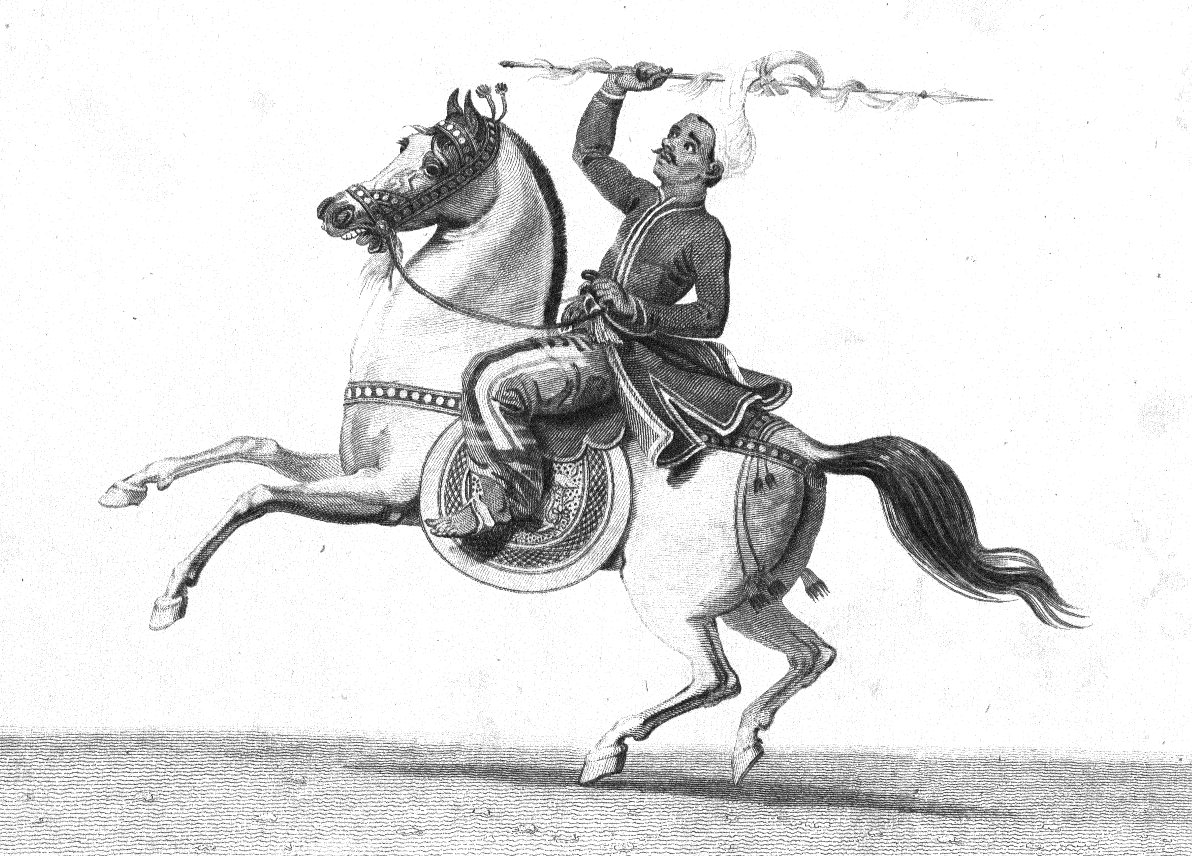
Um cavaleiro cassay manipuri a serviço do exército Konbaung

Após a queda de Sirião, Alaungpaya esperou passar a estação das monções. Em setembro, um exército Konbaung partiu de Sirião em direção ao norte, enquanto outro exército partiu de Toungoo (Taungoo) em direção ao sul. O avanço foi lento, com grandes perdas, uma vez que as defesas Hanthawaddy ainda tinham canhões. Em meados de outubro, os exércitos aliados convergiram sobre Pegu. Os navios de guerra Konbaung bombardearam também os barcos Hanthawaddy e completaram a linha Konbaung ao redor da cidade.
Em janeiro de 1757, a população da cidade estava morrendo de fome, e Binnya Dala pediu para negociar. Alaungpaya exigiu nada menos que uma completa rendição incondicional. Aqueles em torno de Binnya Dala estavam determinados a lutar, e colocaram o rei sob restrição. A fome só piorava. Em 6 de maio de 1757, os exércitos Konbaung desencadearam o ataque final sobre a cidade. Os exércitos Konbaung surgiram ao nascer do sol, e massacraram homens, mulheres e crianças, sem distinção. Alaungpaya entrou pelo Portão Mohnyin, cercado por uma multidão de soldados e atiradores franceses, e se prostraram diante do pagode Shwemawdaw. As muralhas da cidade e vinte portões mandados construir por Tabinshwehti e Bayinnaung dois séculos antes foram arrasados. Após a queda de Pegu, os governadores de Martaban (Mottama), e Tavoy (Dawei), que tinham procurado a proteção siamesa, agora voltaram atrás e enviaram tributos a Alaungpaya.

## Consequências
Após a queda de Pegu, os remanescentes da resistência mon fugiram para a região superior da península de Tenasserim (atual estado Mon), e permaneceram ativos com o apoio dos siameses. Porém, a resistência era desorganizada, e não controlava as principais cidades. Manteve-se ativa apenas porque o controle Konbaung da península em 1757-1759 era ainda muito nominal. Seu controle efetivo ainda não se estendia além de Martaban uma vez que a maioria dos exércitos Konbaung retornaram para o norte, em Manipur, e para o norte dos Estados shan.
No entanto, nenhum único líder sulista surgiu para mobilizar a população mon como Alaungpaya tinha feito com os birmaneses em 1752. A rebelião eclodiu em 1758 em toda a Baixa Birmânia, mas foi sufocada pelas guarnições Konbaung locais. A oportunidade chegou ao fim na segunda metade de 1759, quando os exércitos Konbaung, tendo conquistado Manipur e o norte dos Estados shan, estavam de volta ao sul, preparando-se para a invasão da costa de Tenasserim e Sião. Os exércitos Konbaung ocuparam a costa superior de Tenasserim após a Guerra birmano-siamesa (1759-1760), e empurraram a resistência mon mais para baixo da costa. (Alaungpaya morreu na guerra.) A resistência foi expulsa de Tenasserim em 1765, quando o filho de Alaungpaya, Hsinbyushin, conquistou a região inferior da península, como consequência da vitória na Guerra birmano-siamesa (1765–1767).

## Legado
A guerra Konbaung-Hanthawaddy foi a última das muitas guerras travadas entre os birmaneses do norte, e os mons do sul, que começou com a conquista do sul pelo rei Anawrahta em 1057. Muitas guerras foram travadas ao longo dos séculos. Além da Guerra dos Quarenta Anos nos séculos XIV e XV, o sul geralmente foi o lado perdedor.
Mas esta guerra provou ser o conflito final. Para os mons, a derrota marcou o fim de seu sonho de independência. Por um longo tempo, eles se lembraram da devastação que acompanhou o colapso final do seu reinado de curta duração. Milhares fugiram pela fronteira com o Sião. Um monge mon escreveu sobre esse tempo: "Os filhos não conseguiam encontrar suas mães, nem as mães seus filhos, e havia muito choro por toda a terra".
Logo, comunidades inteiras de etnia birmanesa do norte começaram a se estabelecer no delta do rio Irauádi. As rebeliões de mons ainda irromperam em 1762, 1774, 1783, 1792 e 1824-1826. Cada revolta tipicamente foi seguida por deportações, fuga de mons para o Sião e punitivas proscrições culturais. O último rei Hanthawaddy foi publicamente humilhado e executado em 1774. Como consequência das revoltas, a língua birmanesa foi incentivada em detrimento da língua mon. As crônicas dos monges mons do final do século XVIII e início do XIX retratam a história recente do sul, como um conto de implacável invasão do norte. No início do século XIX, a assimilação e o casamento entre etnias reduziu a população mon a uma pequena minoria. Os séculos de supremacia mon ao longo da costa birmanesa chegou ao fim.